# Funaria longiseta
Funaria longiseta là một loài Rêu trong họ Funariaceae. Loài này được (Schimp.) Broth. mô tả khoa học đầu tiên năm 1903.